# Heaviside (cráter)

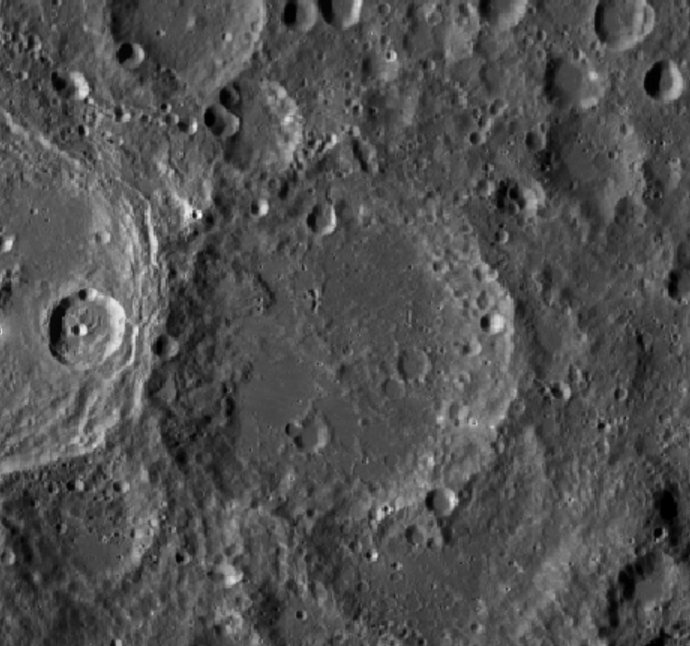
Fotografía de la misión
Lunar Reconnaissance Orbiter

Heaviside es un gran cráter de impacto que se encuentra en la cara oculta de la Luna, unido al borde oriental de la llanura amurallada igualmente grande de Keeler, aunque Keeler aparece algo menos erosionado. Al noroeste se halla el cráter Stratton, y al sureste aparece el prominente cráter Aitken.
|  |

La pared exterior de Heaviside ha sido desgastada y erosionada por impactos posteriores, particularmente al norte y al sur. Solamente el borde del lado este permanece relativamente intacto, mientras que el borde occidental se ha distorsionado ligeramente por el impacto adyacente de Keeler.
El piso interior relativamente plano está marcado por muchos pequeños cráteres, con terreno accidentado al sureste y al oeste. Los más notables son los cráteres satélite Heaviside N en el sur, Heaviside Z en el norte y Heaviside E en forma de cuenco cerca del borde oriental.

## Cráteres satélite
Por convención estos elementos se identifican en los mapas lunares colocando la letra en el lado del punto medio del cráter que está más cercano a Heaviside.
|           | \| Heaviside \| Coordenadas \| Diámetro \| \| --------- \| ------------------------------- \| -------- \| \| B \| 5°30′S 169°18′E / -5.5, 169.3 \| 23 km \| \| C \| 5°42′S 171°06′E / -5.7, 171.1 \| 28 km \| \| D \| 6°42′S 171°48′E / -6.7, 171.8 \| 18 km \| \| E \| 10°12′S 169°12′E / -10.2, 169.2 \| 12 km \| \| F \| 10°48′S 172°48′E / -10.8, 172.8 \| 14 km \| \| K \| 13°18′S 168°30′E / -13.3, 168.5 \| 110 km \| \| N \| 11°48′S 166°36′E / -11.8, 166.6 \| 18 km \| \| Z \| 8°48′S 166°48′E / -8.8, 166.8 \| 12 km \| |          |
| Heaviside | Coordenadas | Diámetro |
| B         | 5°30′S 169°18′E / -5.5, 169.3 | 23 km    |
| C         | 5°42′S 171°06′E / -5.7, 171.1 | 28 km    |
| D         | 6°42′S 171°48′E / -6.7, 171.8 | 18 km    |
| E         | 10°12′S 169°12′E / -10.2, 169.2 | 12 km    |
| F         | 10°48′S 172°48′E / -10.8, 172.8 | 14 km    |
| K         | 13°18′S 168°30′E / -13.3, 168.5 | 110 km   |
| N         | 11°48′S 166°36′E / -11.8, 166.6 | 18 km    |
| Z         | 8°48′S 166°48′E / -8.8, 166.8 | 12 km    |